# Carlo Francesco Nuvolone
Pour les articles homonymes, voir Nuvolone (famille).
Carlo Francesco Nuvolone, Carlo Francesco (Panfilo) Nuvolone ou Guido Lombardo, (Milan, 1608 - Milan,1661) est un peintre italien de la famille d'artistes italiens des Nuvolone actif au XVIIe siècle.

## Biographie
Carlo Francesco Nuvolone a été un peintre de l'école lombarde du XVIIe siècle.
Il fréquenta l'« Académie Ambrosienne »  où il fut l'élève de son père Panfilo Nuvolone (1581-1651) et de Giovanni Battista Crespi (il Cerano) (1557-1632). Au sein de l'Académie il fit la connaissance de Giulio Cesare Procaccini.
Parfois  assisté par son frère Giuseppe Nuvolone (1619-1703) il a reçu de nombreuses commissions ecclésiastiques pour des peintures et des fresques.
En plus de ses peintures à base de portraits religieux et de thèmes profanes, il décora aussi plusieurs chapelles de la Collegiata di San Lorenzo à Chiavenna et plusieurs tableaux de sa production sont conservés à l'église Santo Stefano de Appiano Gentile.
Sa production profane  comporte deux toiles : Susanne et les vieillards et   l' Épouse de Joseph et Putifarre qui sont  conservées à la Galleria dell'Accademia di belle arti Tadini (Lovere).

## Œuvres
- Le Miracle de sainte Marthe (1636), séminaire de l'évèché, Venegono Inferiore.
- Purification de la Vierge (1645), musée civique, Plaisance.
- Décoration de la Chapelle de saint Michel, Chartreuse de Pavie.
- fresques des chapelles III et V, Sacro Monte, Varèse.
- Chapelles X et XVII, Mont Sacré d'Orta.
- Création d'Ève, Dulwich Picture Gallery, Londres.
- Saint Ambroise, Museo Diocesano, Milan.
- Ascension, musée des beaux-arts, Bordeaux.
- Résurrection, musée des beaux-arts, Bordeaux.
- Portrait de fillette, musée des beaux-arts de Chambéry.
- Le repos de la Sainte Famille, huile sur bois, musée des beaux-arts de Dijon.
- Martyre de sainte Irène, musée du Louvre, Paris.
- Scène de la vie d'Esther ou de Judith (titre d'Axel Hémery), musée des Augustins, Toulouse.
- Assomption,  musée de Grenoble.
- Saint Sébastien, Museo Poldi Pezzoli, Milan.
- Susanne et les vieillards, Joseph et l'épouse de Putifarre, Gallerie dell'Accademia di belle arti Tadini, Lovere.
- Marie-Madeleine repentante, huile sur toile, 66 × 51,5 cm, Museo Soumaya, Mexico.
- Mort de Lucrèce, Collection privée Poletti, Milan.
- Assomption de la Vierge (1646), Pinacothèque de Brera, Milan.
- Vierge en gloire avec les saints (1647), Galerie Nationale, Parme.
- Portrait d'une gentille femme, Musées civiques de Pavie
- Portrait du comte Panfilo Crivelli,
- Tête de femme,
- Saint Antoine de Padoue et le Christ,